# 安全駕駛獎勵計劃
安全駕駛獎勵計劃（葡萄牙文：Programa de Prémios para uma Condução Segurança），是由澳門特別行政區政府交通事務局、治安警察局、法務局及民政總署合辦的一個抽獎活動，於2008年首次舉辦。

## 計劃目的及背景
安全駕駛獎勵計劃是為了配合於2007年10月1日生效的《道路交通法》，政府以獎勵方式，鼓勵澳門市民關注及遵守新道路交通法例，提高駕駛時的安全意識、有禮出行，宣揚優質駕駛風氣。達至保障大眾人身安全，共建和諧交通文化。
活動由2008年首次舉辦，共有8919人報名參加，的安全駕駛獎勵計劃2008的抽獎儀式已於2009年3月4日於營地活動中心舉行。而2009年將繼續舉辦，現正接受報名。

## 參加條件
只要持有澳門駕駛執照，並在報名時登記其名下所有機動車輛（包括汽車或電單車），又或是經常駕駛之機動車輛（須經車主同意）即可。而參加是次計劃之駕駛者及其所登記之機動車輛在2009年10月1日至2010年9月30日期間沒有因交通違例而被檢控即符合得獎資格，可自動參加大抽獎。

## 活動獎品

### 2008年
- 得獎者合共1579名。

頭獎（1名）
現金澳門幣30000圓
二獎（3名）
現金澳門幣20000圓
三獎（5名）
現金澳門幣10000圓
四獎（20名）
汽車美容禮券2000元
五獎（50名）
汽車美容禮券1000元
六獎（100名）
油券800元
七獎（200名）
油券500元
八獎（300名）
泊車卡300元
九獎（400名）
泊車卡200元
十獎（500名）
泊車卡100元

### 2009年
- 得獎者合共1424名。而所有報名者都可獲發紀念品1份。[1]

頭獎（1名）
現金澳門幣30000圓
二獎（3名）
現金澳門幣15000圓
三獎（5名）
現金澳門幣8000圓
四獎（15名）
油券1000元
五獎（400名）
油券500元
六獎（1000名）
油券300元